# Nahum J. Bachelder
Nahum Josiah Bachelder, född 3 september 1854 i Andover i New Hampshire, död 22 april 1934 i New Hampshire, var en amerikansk politiker (republikan). Han var New Hampshires guvernör 1903–1905.
Bachelder efterträdde 1903 Chester B. Jordan som guvernör och efterträddes 1905 av John McLane.